# Константин Коровин
Константин Алексеевич Коровин (на руски: Константин Алексеевич Коровин) е руски художник и сценограф. Той е брат на Сергей Коровин и баща на Алексей Коровин, също художници.

## Биография
Константин Коровин е роден на 5 декември (23 ноември стар стил) 1861 в Москва. Баща му е търговец с интереси в областта на изкуството, а техният родственик Иларион Прянишников е известен за времето си художник и преподавател в Московското училище за живопис, скулптура и архитектура.
През 1875 Константин Коровин постъпва в училището, където учи при Василий Перов и Алексей Саврасов. Там вече учи по-големият му брат Сергей Коровин. Двамата се сприятеляват със съучениците си Валентин Серов и Исак Левитан. Константин Коровин прекарва една година (1881 – 1882) в Императорската художествена академия в Санкт Петербург, но се връща разочарован в Москва и продължава до 1886 обучението си при Василий Поленов.
Поленов въвежда Коровин в Абрамцевския кръг, като го запознава с Виктор Васнецов, Аполинарий Васнецов, Иля Репин, Марк Антоколски. През 1885 Коровин пътува до Испания и Париж, а през 1888 до Италия и Испания. Той пътува много и из Русия, Кавказ и Средна Азия. През 90-те години се сближава с групата Мир искусства.
През 1894 Константин Коровин пътува на север, заедно с Валентин Серов, по време на строителството на Северната железница. Той рисува множество пейзажи със северни сюжети. Автор е и на дизайна на павилиона, посветен на Северната железница, по време на Всеруското изложение през 1896 в Нижни Новгород. През 1900 той изготвя дизайна на средноазиатската секция от руския павилион на Световното изложение в Париж и е награден от френското правителство с Ордена на Почетния легион.
В началото на 20 век Коровин се концентрира върху театралната сценография. Той проектира сценографията за постановки на Константин Станиславски, както и за опери и балети на Мариинския театър. През 1905 става академик, а през 1909 – 1913 преподава в Московското училище за рисуване, скулптура и архитектура.
По време на Първата световна война Константин Коровин е консултант по камуфлажа в руската армия. След войната и Руската революция продължава да се занимава със сценография. През 1923 заминава за Париж със съдействието на просветния министър Анатолий Луначарски. През следващите години продължава да работи по сценографията на различни големи театри по целия свят.
Константин Коровин умира на 11 септември 1939.

## Галерия
- „На балкона. Испанките Леонора и Ампара“, 1888 – 1889
- „Северна идилия“, 1892
- „Хартиени фенери“, 1896
- Фьодор Шаляпин, 1911
- „Москворецкият мост“, 1914
- „Риби, вино и плодове“, 1916